# 大橋善光
 大橋 善光  （おおはし よしみつ、1954年6月5日 - ）は、日本の実業家。讀賣テレビ放送（読売テレビ）代表取締役会長。

## 略歴・人物
神奈川県横浜市出身。早稲田大学政治経済学部卒業後、1978年読売新聞社に入社。読売新聞東京本社執行役員広告局長を経て、2010年同取締役。2011年同常務。2012年同専務。2014年読売新聞グループ本社取締役、中央公論社社長。2017年読売新聞東京本社副社長。2018年讀賣テレビ放送顧問、同年同副社長。2019年、早稲田大学の先輩でもある伝川幹に代わって同社長に就任。社長就任後は日本テレビ監査役も兼務している。2024年同会長。

## その他
みのもんたの大ファンで、学生時代はみのが文化放送在籍時に担当していた深夜番組「セイ!ヤング」のリスナーでもあり、ハガキもよく書いていたという。